# 三ツ和 (川口市)
三ツ和（みつわ）は、埼玉県川口市の町丁。現行行政地名は三ツ和一丁目から三丁目。住居表示未実施地区。郵便番号は334-0011。

## 地理
川口市の中央部の鳩ヶ谷地区にある地名である。西から順に一丁目から三丁目まで分かれている。かつての鳩ヶ谷市役所所在地でもあり、至近の鳩ヶ谷駅開業前から市街地が形成されていた。
大字三ツ和が存在した時代は現在よりエリアが広く、地名変更により一部が鳩ヶ谷本町や南鳩ヶ谷、八幡木となっている。三ツ和公園は南鳩ヶ谷にある。かつては毛長川を境に川口市赤井に接していたが、合併により同じ自治体となった。

## 沿革
かつての三ツ和村の一部。
- 1871年（明治4年）11月13日 - 第1次府県統合により埼玉県の管轄となる。
- 1877年（明治10年）- 江戸期からの小淵村、中居村、上新田村が合併して三ツ和村が成立する[5][6]。名前は上記三ヶ村が合併したことによるもの。
- 1879年（明治12年）3月17日 - 郡区町村編制法により成立した北足立郡に属す。郡役所は浦和宿に設置。
- 1889年（明治22年）4月1日 - 町村制施行に伴い、三ツ和村が辻村・里村・前田村および浦寺村の飛地と合併して北平柳村となり、北平柳村大字三ツ和となる。
- 1901年（明治34年）5月3日 - 北平柳村が鳩ヶ谷町に編入され[7]、鳩ヶ谷町大字三ツ和となる。
- 1940年（昭和15年）4月1日 - 鳩ヶ谷町が川口市に編入され[7]、川口市大字三ツ和となる。
- 1950年（昭和25年）11月1日 - 川口市から分離し[7]、再度鳩ヶ谷町大字三ツ和となる。
- 1967年（昭和42年）
  - 3月1日 - 鳩ヶ谷町が市制施行し鳩ヶ谷市となる[7]。
  - 6月1日 - 大字三ツ和の一部が、大字鳩ヶ谷（現、鳩ヶ谷本町一〜四丁目、桜町一・六丁目の各一部）、大字里、大字辻の各一部と合併して坂下町一〜四丁目（現、坂下町四丁目の一部）が住居表示を実施して成立[6][8]。
- 1968年（昭和43年）1月1日 - 大字三ツ和の一部が、大字前田、大字辻の各一部と合併して南一丁目〜八丁目（現、南鳩ヶ谷一丁目〜八丁目）が住居表示を実施して成立[6][9]。
- 1986年（昭和61年）1月22日 - 大字三ツ和の一部から、八幡木一〜三丁目が成立する[10]。
- 時期不明[12] - 土地区画整理事業の完成により地番変更が実施され、大字三ツ和から三ツ和一〜三丁目が成立する。
- 2011年（平成23年）10月11日 - 鳩ヶ谷市が川口市に合併し、川口市三ツ和となる。

## 世帯数と人口
2018年（平成30年）3月1日現在の世帯数と人口は以下の通りである。
| 丁目         | 世帯数    | 人口    |
| ------------ | --------- | ------- |
| 三ツ和一丁目 | 543世帯   | 1,211人 |
| 三ツ和二丁目 | 618世帯   | 1,261人 |
| 三ツ和三丁目 | 307世帯   | 641人   |
| 計           | 1,468世帯 | 3,113人 |

## 小・中学校の学区
市立小・中学校に通う場合、学区（校区）は以下の通りとなる。
| 丁目         | 番地 | 小学校             | 中学校               |
| ------------ | ---- | ------------------ | -------------------- |
| 全域         | [[]] | [[]]               |                      |
| 三ツ和一丁目 | 全域 | 川口市立中居小学校 | 川口市立八幡木中学校 |
| 三ツ和二丁目 | 全域 | 川口市立中居小学校 | 川口市立八幡木中学校 |
| 三ツ和三丁目 | 全域 | 川口市立中居小学校 | 川口市立八幡木中学校 |

## 交通
地内に鉄道は敷設されていない。

### 道路
- 埼玉県道34号さいたま草加線（第二産業道路）
- 埼玉県道105号さいたま鳩ヶ谷線

## 施設
かつては地区内に八幡木中学校（現、川口市立八幡木中学校）、市衛生センター、八幡木集会所が所在した。
- 川口市役所鳩ヶ谷支所（旧鳩ヶ谷市役所）
- 鳩ヶ谷三ツ和郵便局
- 市立鳩ヶ谷スポーツセンター
- どんぐり保育園
- 三ツ和二丁目集会所
- 源永寺 - 「大改修事業記念碑」が設立されている。
- 三ツ和氷川神社
- 三ツ和平柳公園
- 鵜の渕公園
- 高土手公園
- 細沼公園
- 谷中公園

※ 三ツ和公園は南鳩ヶ谷一丁目に所在する。